# Didyme (chimie)
«  Didymium (chimie) » redirige ici. Ne pas confondre avec Didymium (myxomycète).
Pour les articles homonymes, voir Didyme.

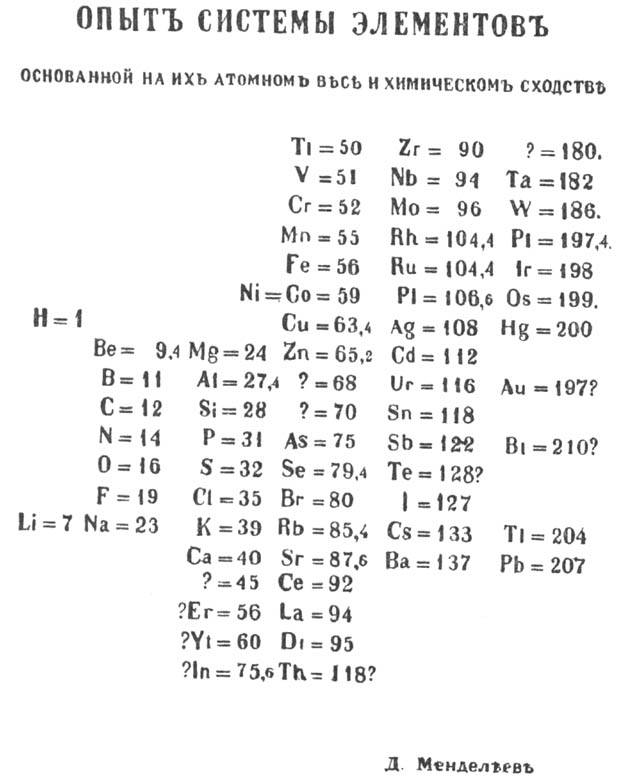

Le didyme est un mélange de praséodyme et de néodyme, deux éléments chimiques. On l'utilise pour faire des verres qui arrêtent efficacement la lumière émise par le sodium en fusion, tout en laissant passer la plupart des longueurs d'onde du visible, permettant ainsi d'avoir une bonne visibilité, contrairement aux verres noirs des soudeurs. En photographie, il sert à faire des filtres qui renforcent le rouge et coupent une partie de la pollution lumineuse originaire des lampes à vapeur de sodium. On l'utilise aussi dans les matériaux d'étalonnage en spectrométrie.

## Découverte
Il a été découvert en janvier 1840 par Carl Gustaf Mosander. À partir du sulfate de lanthane (ru), Mosander obtient deux oxydes qu'il nomme {\displaystyle {\dot {\text{La}}}^{\text{a}}} (l'oxyde de lanthane) et {\displaystyle {\dot {\text{La}}}^{\text{r}}} (le nouvel oxyde). Il nomme ensuite {\displaystyle {\dot {\text{La}}}^{\text{r}}} « didyme » (du grec δίδυμο (« jumeau »)) en raison de sa ressemblance avec le lanthane, dans lequel il l'a mis en évidence,. Mosander croyait qu'il s'agissait d'un nouvel élément, et que la cérite, isolée en 1803 par Jöns Jacob Berzelius, était un mélange de trois éléments : le cérium, le lanthane et le didyme. On lui attribue en effet l'identification comme élément du lanthane qu'il a isolé en 1839. Jean Charles Galissard de Marignac suggère en 1853 que l'oxyde de didyme (didymia) est un oxyde impur. En 1878, Marc Delafontaine indiqua que le spectre d'absorption du didyme isolé de la samarskite n'était pas identique à celui du didyme de la cérite. Paul-Émile Lecoq de Boisbaudran confirme l'affirmation de Delafontaine et isole une impureté dans le didyme de la samarskite en 1879 qu'il nomma samaria (oxyde de samarium). Carl Auer montra en 1885 que l'oxyde de didyme (didymia) était en fait un mélange de deux oxydes qu'il nomma praséodidymia et néodidymia, plus tard abrégés en praséodymia (« didymia vert »), l'oxyde de praséodyme, et néodymia (« nouveau didymia »), l'oxyde de néodyme,,,.